# Rijswijk

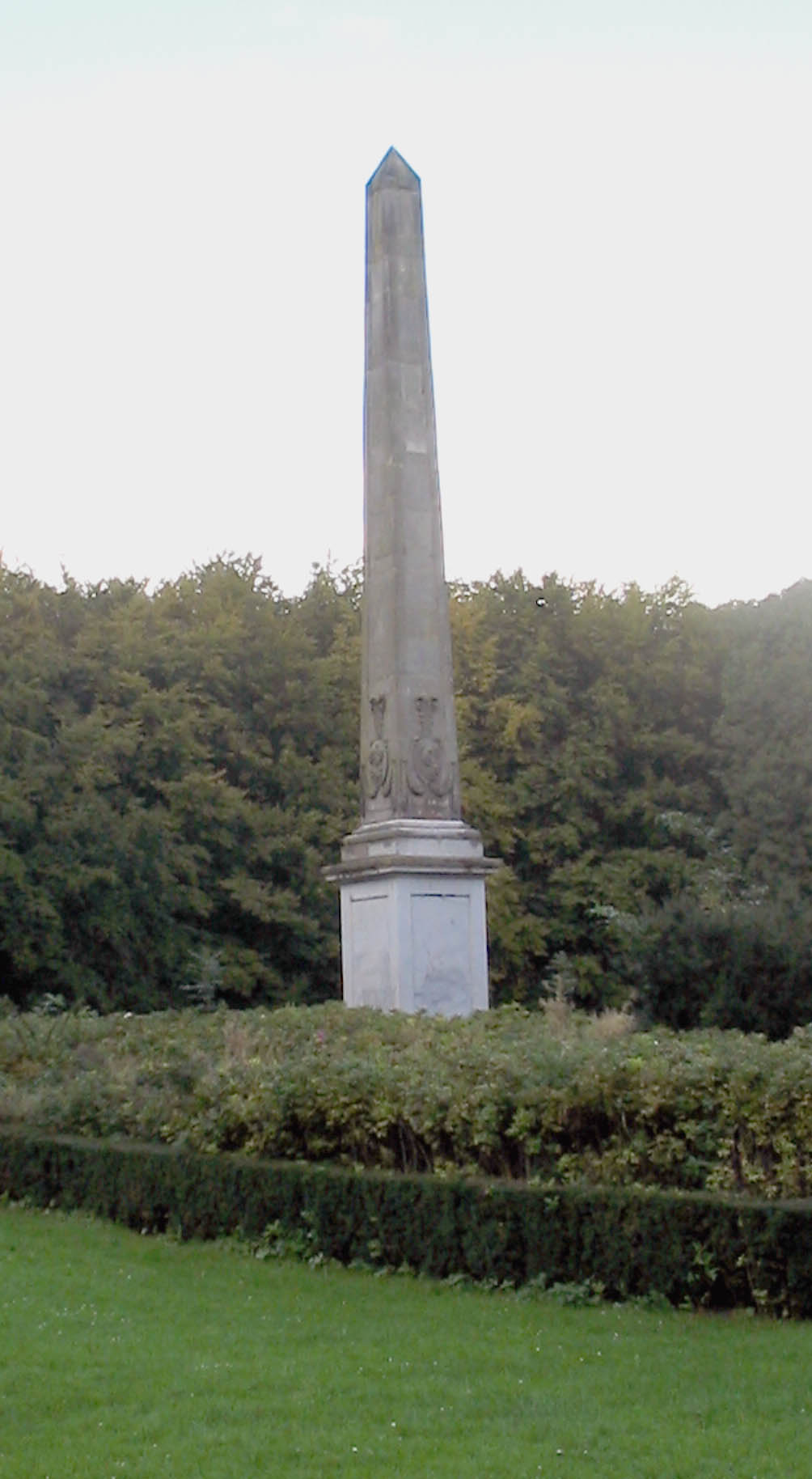
Il monumento al Trattato di Rijswijk.

Rijswijk () è un comune olandese di 46 752 abitanti situato nella provincia dell'Olanda Meridionale. È un sobborgo dell'Aia.

## Storia
Rijswijk sorse nel XIII secolo e ben presto diversi nobili vi costruirono le loro residenze o vi acquistarono vaste proprietà. In una di queste dimore, la Huis ter Nieuwburg vi venne firmato, nel 1697, il Trattato di Rijswijk, che poneva fine alla guerra della Grande Alleanza. A commemorare quest'evento, nel 1792, nella vicina foresta, venne innalzato un monumento. Fino al Novecento Rijswijk rimase un piccolo villaggio agricolo, ma nel secolo successivo si espanse rapidamente. Oggigiorno infatti, la sua superficie è quasi completamente urbanizzata e la città fa parte della conurbazione nota come Haagland.